# Guillem II de Dampierre
Guillem II de Dampierre (1196 - 3 de setembre de 1231) va ser senyor de Dampierre. Era fill de Guiu II de Dampierre i Matilde I de Borbó.
El seu germà, Arquimbald VIII, va heretar la Senyoria de Borbó, mentre que Guillem heretà la de Dampierre.
En casar-se amb Margarida II de Flandes, comtessa de Flandes i d'Hainaut va ser conegut també, al Comtat de Flandes, com el regent "Guillem I de Dampierre". Van tenir diferents fills:
- Guillem III de Dampierre, comte de Flandes
- Guiu de Dampierre, comte de Flandes i comte de Namur
- Joana de Dampierre, casada amb Hug III de Rethel i posteriorment Tibald II de Bar, comte de Bar
- Joan I de Dampierre, senyor de Dampierre

Margarida ja havia estat casada amb anterioritat amb Bucard d'Avesnes, senyor Étrœungt i batlliu d'Hainaut. Per resoldre les diferències entre els fills dels dos matrimonis, el rei de França Lluís XI va donar al comtat de Flandes als Dampierre i al comtat d'Hainaut als Avesnes.